# Нотатки з мистецтва
«Нотатки з мистецтва» (англ. Ukrainian Art Digest) — українськомовний ілюстрований мистецький журнал, друкований орган Об'єднання Мистців Українців в Америці (ОМУА); започаткований Петром Мегиком у травні 1963 року; видавався Філадельфійським відділом ОМУА. Усього за редакцією Мегика вийшло 30 номерів видання, останній — 1990 року.
Журнал включав статті про історію українського мистецтва, біографії українських митців, рецензії виставок і мистецьких видань, хроніку важливих подій у світі українського мистецтва.
«Нотатки з мистецтва» надсилалися до України, але з ідеологічних причин вони не стали надбанням широкої громадськості.